# Negrești-Oaș
Negrești-Oaș (în maghiară Avasfelsőfalu) este un oraș în județul Satu Mare, Transilvania, România, format din localitățile componente Luna, Negrești-Oaș (reședința) și Tur. Localitatea are o populație de 11.867 locuitori (2011), fiind din punct de vedere demografic al treilea cel mai mare centru urban al județului (după municipiile Satu Mare și Carei). Orașul este centru tradițional al regiunii istorico-etnografice Țara Oașului.

## Așezare geografică
Orașul Negrești-Oaș este așezat în extremitatea nord-estică a județului Satu Mare, la o distanță de 50 km de municipiul Satu Mare și la aceeași distanță de municipiul Baia Mare, la 55 km de municipiul Sighetul Marmației, având legături cu toate aceste localități pe șoselele asfaltate, iar cu municipiul Satu Mare și pe cale ferată initial ingusta si acum cu ecartament normal. Se învecinează la nord de zona centrală a Țării Oașului cu comuna Certeze, la nord-vest cu Bixadul, la sud cu comuna Vama și la vest cu localitatea Tur care face parte integrantă din acesta.

## Istorie
Vechea așezare își are începuturile pe malul stâng al Văii Albe între actuala așezare și comuna Bixad. Asupra etimologiei Țării Oașului au existat și există diverse păreri : Gustav Weigand presupune că este vorba de numele unui voievod local, Oașu ; Alexandru Doboș îl pune pe seama cuvântului Avaș, care înseamnă „păduri vechi, seculare”; alții că ar deriva de la cuvântul maghiar Havas, care tradus înseamnă munte înzăpezit ; alții îl derivă din Ovas, care se traduce prin cuvântul românesc „curătură”, despădurire, „posadă” termen întâlnit și în alte lucrări.
Actul din 17 noiembrie 1270 face cunoscut că „prin scrisoarea regelui Ștefan dată în anul Domnului o mie douăsute șaptezeci, în ziua de 15, înainte de calendele lui Decembrie, iar în al domniei sale în anul întâi, se arată că moșiile Livada, Orașu Nou, Vama, Prilog și Ovaș care au fost odinioară ale lui Benedict numit Ur., mort fără moștenitor, care au fost date pentru totdeauna, de către acel rege Ștefan, suzeranului Nicolae fiul lui Maurițiu pentru serviciile sale credincioase”.
În 1452, când cetatea Satului-Mare era a familiei Huniazilor, Negreștiul este pomenit ca aparținător al acestei familii. Pe la 1490 este citat ca fiind încadrat în domeniul Medieșului Aurit. În următoarele secole, până în secolul al XVIII-lea, domeniul Oașului, deci și Negreștiul trec din stăpânirea habsburgilor, în a principiilor Transilvaniei.
Documentele din sec. XIX, vorbesc despre Negrești, ca fiind cel mai mare sat din „Țara Oașului”. Din acest secol găsim mențiuni importante despre viața locuitorilor, așezarea având 600 de case cu 2.725 locuitori.
În 1918 prin unirea proclamată la Alba Iulia, Negreștii împreună cu Oașul trec în componența Regatului României, având de acum încolo și o școală primară de stat în limba locuitorilor, pe lângă dăscălirea popească dinainte. În anii 1930 apare și primul dispensar rural. În 1940, școala de stat trece la limba maghiară odată cu cedarea Transilvaniei de Nord către Ungaria, dar în toamna anului 1944 Negreștiul revine înapoi României de fapt (și de drept în 1946 la Tratatul de Pace de la Paris). În 1952 devine reședința raionului Negrești-Oaș din Regiunea Baia Mare, deci un centru administrativ cu o circă financiară, o judecătorie, o secție de Partid, Miliția, o formațiune de pompieri. Deși mijloacele pompierilor erau rudimentare, totuși formația din „plasa Oaș” a fost dotată în 1947 cu o pompă manuală, cu o hipocisternă cu un bazin de 0,5 mc. și ulterior cu său primul utilaj de intervenție „Praga” primit prin donație de la Grupul de pompieri al Regiunii Baia Mare, pentru rezultatele obținute la Concursurile pompierilor între raioane. Cu acest utilaj s-a intervenit după 4 zile în comuna Certeze, satul Huta, obținându-se rezultate deosebite în stingerea focului, spre marea satisfacție a locuitorilor care l-au felicitat pe șeful de formație Ioan Hotcă, acum veteran. În urma unor rezultate bune obținute la o serie de intervenții și concursuri pompieristice, formația civică de pompieri a obținut steagul de fruntaș în paza contra incendiilor în anul 1947. Obținându-l de trei ori consecutiv, a rămas în patrimoniul formației în anul 1961 -vezi remiza F.C.P. Menționăm că în această perioadă formațiile civile din raionul Oaș au fost coordonate de către căpitanul Constantin Ieremia - vezi anexa nr. 2. Mai dispunem de documente de la pregătirea formației - vezi anexele nr. 3 și 4. În anul 1965 clasându-se mașina „Praga” formația a fost dotată cu un SR. 114, utilaj cu performanțe deosebite la aceea vreme - vezi anexa nr. 5. Cu acest prilej viața formației se transformă
(este dotată cu echipament adecvat – brâie, costume, accesorii de bună calitate și echipament de protecție; se îmbunătățesc intervențiile, apar o serie de manifestări cu caracter emulativ între formații - vezi anexa nr. 6 și 7. În anul 1967 formația civilă de pompieri Negrești obține locul I pe raionul Oaș în întrecerea organizată între formațiile civile. După trecerea la noua structură administrativ-teritorială pe județe, Negreștiul trece la județul Satu Mare. În anul 1970 formația de pompieri a ocupat locul I pe județ la „întrecerea patriotică”. Apar și primele ateliere industriale odată cu electrificarea.
La 31 decembrie 1964 a fost declarat oraș. În componența orașului au intrat localitatea propriu-zisă, satul Tur și cătunul Luna.

## Demografie
Componența etnică a orașului Negrești-Oaș
     Români (80,24%)
     Romi (2,92%)
     Maghiari (1,22%)
     Alte etnii (0,13%)
     Necunoscută (15,49%)
Componența confesională a orașului Negrești-Oaș
     Ortodocși (67,45%)
     Martori ai lui Iehova (7,57%)
     Penticostali (2,99%)
     Romano-catolici (2,24%)
     Greco-catolici (1,58%)
     Reformați (1,07%)
     Alte religii (0,95%)
     Necunoscută (16,15%)
Conform recensământului efectuat în 2021, populația orașului Negrești-Oaș se ridică la 14.616 locuitori, în creștere față de recensământul anterior din 2011, când fuseseră înregistrați 11.867 de locuitori. Majoritatea locuitorilor sunt români (80,24%), cu minorități de romi (2,92%) și maghiari (1,22%), iar pentru 15,49% nu se cunoaște apartenența etnică. Din punct de vedere confesional, majoritatea locuitorilor sunt ortodocși (67,45%), cu minorități de martori ai lui Iehova (7,57%), penticostali (2,99%), romano-catolici (2,24%), greco-catolici (1,58%) și reformați (1,07%), iar pentru 16,15% nu se cunoaște apartenența confesională.
|  | Graficele sunt indisponibile din cauza unor probleme tehnice. Mai multe informații se găsesc la Phabricator și la wiki-ul MediaWiki. |

Date: Recensăminte sau birourile de statistică - grafică realizată de Wikipedia

## Politică și administrație
Orașul Negrești-Oaș este administrat de un primar și un consiliu local compus din 17 consilieri. Primarul, Aurelia Fedorca[*], de la Partidul Social Democrat, este în funcție din 2012. Începând cu alegerile locale din 2024, consiliul local are următoarea componență pe partide politice:
|  | Partid                    | Consilieri | Componența Consiliului | Componența Consiliului | Componența Consiliului | Componența Consiliului | Componența Consiliului | Componența Consiliului | Componența Consiliului | Componența Consiliului | Componența Consiliului | Componența Consiliului | Componența Consiliului |
|  | ------------------------- | ---------- | ---------------------- | ---------------------- | ---------------------- | ---------------------- | ---------------------- | ---------------------- | ---------------------- | ---------------------- | ---------------------- | ---------------------- | ---------------------- |
|  | Partidul Social Democrat  | 11         |                        |                        |                        |                        |                        |                        |                        |                        |                        |                        |                        |
|  | Partidul Național Liberal | 3          |                        |                        |                        |                        |                        |                        |                        |                        |                        |                        |                        |
|  | Alianța Dreapta Unită     | 2          |                        |                        |                        |                        |                        |                        |                        |                        |                        |                        |                        |
|  | Forța Dreptei             | 1          |                        |                        |                        |                        |                        |                        |                        |                        |                        |                        |                        |

## Cultură
În orașul Negrești Oaș își are sediul Ansamblul folcloric Oașul, cel mai prestigios ansamblu  al Țării Oașului. Ansamblul se află în subordinea Casei de Cultură Negrești Oaș, director Anca Volsik.
În oraș se găsește și Muzeul Țării Oașului.

## Personalități

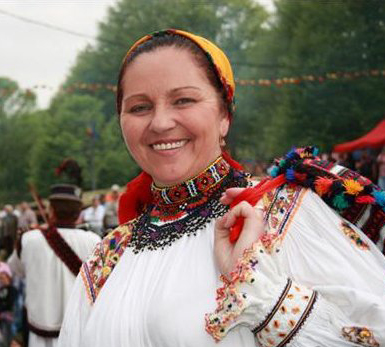
Maria Tripon

- Vasile Mihalca (1899 - 1948), latifundiar, erou în al Doilea Război Mondial;
- Iuliu Andrei Pop (1915 - 1996), fotograf;
- Lohan Ioan (1949 - 2021), inginer, Director al Dispecerului Energetic Național, Director de Divizie UNO-DEN, Director General, Director General Adjunct și membru al Directoratului Transelectrica SA.
- Maria Tripon (n. 1962), interpretă de muzică populară;[12]
- Ioan Șnep (n. 1966), canotor;
- Oana Gregory (n. 1996), actriță americană.

## Resurse naturale
- Ape minerale
- Păduri de foioase
- Piatră concasată

Aceste resurse se află în exploatare.